# JC探偵でぃてくてぃ部!
『JC探偵でぃてくてぃ部!』（ジェイシーたんていでぃてくてぃぶ!）は、鈴城芹による日本の漫画作品。一迅社の『月刊ComicREX』にて2011年1月号から2013年8月号まで連載された。単行本は全3巻が発売中。2巻には『所探偵社の優雅な一日』全4話（『ガンガンパワード』、『月刊ガンガンWING』〈共にスクウェア・エニックス〉）も収録されており、本作品とも深い関係があることから、当該作品についても本項にて扱う。
作者はこれまで主に4コマ漫画を手がけてきたが、本作では基本的に従来どおりの4コマ形式を踏襲しつつ、アクションシーンなどでは一般的な漫画のコマ割りも併用するスタイルとなっている。

## あらすじ
有能な探偵だった曽祖父に憧れて名探偵になることを目指している少女とその仲間たちが巻き起こすドタバタストーリー。

## 登場人物

### 曽新第三中学校ミステリ小説同好会
八重樫 照葉（やえがし てるは）
幼少の頃、有能な探偵の曽祖父に憧れて、探偵を目指している中学1年の女の子。
当初、探偵部を作ろうとしたが、中学校の方針に阻まれて作ることが出来ず、10年前に休止扱いになっていたミステリ小説同好会を再開してそこに探偵部門（でぃてくてぃ部）を作ることでとりあえずの目的を達することができた。
見た目と言動はアホの子だが、観察眼が鋭く、人と違った視点を持ち、推理力もあるため、名探偵になれる要素はあるようだ。ただし、現状では「一般常識（人と同じ視点）」が欠けているため、その素質をいまひとつ活かせていない（自分が気付いたことの重要性が理解できないことが多い）。
今井 細（いまい ささめ）
照葉のクラスメイトで、照葉に付き合ってミステリ小説同好会に入っている。父親の仕事柄、防犯カメラや隠しカメラ、盗聴器などを扱うのが得意な技術担当。
出身が大阪のため基本的には関西弁を話すが、小学校の頃に父親の仕事の都合で転校を繰り返したため、どこの方言か不明な言葉が混じることもある。
阿南 詩（あなん うた）
照葉と細のクラスメイトで、同じくミステリ小説同好会に所属。
父母と3人の兄がいるが、全員が格闘技（種目は全員異なる）に熟達しており、幼少の頃からそんな家族と一緒に遊んでいたため、自身も自然と格闘技が身に付いており、周りが驚くほどの敏捷性と突飛な技を仕掛けることが得意。が、実戦慣れしていないため、ターゲットを無力化する際に下着を披露してしまい、心に傷を負うことも多々ある。
見た目は細いが筋肉質で脂肪もあまりなく、胸がほとんど育っていないことが悩みの種。
棟方 千草（むなかた ちぐさ）
中学校教諭でミステリ小説同好会の顧問で25歳。曽新第三中学校出身で10年前の中学生時代にミステリ小説同好会に所属していたが、当時の顧問や他の部員が転校したり問題を起こして停学や停職になるなどして、千草を残して全員いなくなったため、千草の卒業によりミステリ小説同好会は休止になった。
照葉達が探偵部を作ろうとして頓挫していたところに助言をして、10年ぶりのミステリ小説同好会の再開となり、その顧問に就いた。
生徒3人の主目的が探偵部門と執筆部門に偏っており、本来あるべき読書部門がないため、顧問の千草が唯一の読書担当になっている。
超巨乳のため、たびだび晩白柚（直径30センチの世界最大級のかんきつ類）扱いされる。

### 曽新第三中学校新聞部
増子 巫子（ますこ みこ）
新聞部部長で照葉達の一学年上（茗と同じ年齢）。部員の横島姉妹（二卵性双生児）と3人で新聞部の活動をしていたが、横島姉妹が転校することになり、新聞部存続の危機に陥っていた。新聞部最後の取材としてミステリ小説同好会にインタビューに行ったところ、照葉達からでぃてくてぃ部の新聞部への異動（乗っ取り？）の申し出により廃部の危機を脱することができた。
巫子は新聞部メイン、照葉達はでぃてくてぃ部メインのため、常に一緒というわけではないが、4人一緒に活動する機会も増えている模様。

### 所探偵社
所 長（ところ ながし）
『所探偵社の優雅な一日』が初出の探偵社社長。自衛隊を経て海外で傭兵等をしていた経歴があり、体術に優れる25歳。
探偵社は祖父（照葉の曽祖父）から持ちビルごと受け継いだものであるが、仕事の依頼は少なく、暇な一日を過ごしていることが多い。
照葉の父親の従兄弟であるため、照葉からすると目上になるが、探偵業にあまり熱心でないため照葉からは嫌われており呼び捨てにされている。
しかし、曽新第三中学校ミステリ小説同好会とは協力関係にあり、所探偵社に依頼された仕事にミステリ小説同好会のメンバが（千草も含めて）参加したり、ミステリ小説同好会に依頼が来た調査に（主に茗が）協力したりしている。
妹尾 茗（せのお めい）
所探偵社で長の助手をしている女の子で、お嬢様学校で進学校の私立中学の2年生。
長が体を使うこと以外のすべてを苦手としているため、パソコンとネットを使った調査や隠しカメラ等のハイテク機器の操作から、探偵社の経理や炊事洗濯掃除にいたるすべての雑用を引き受けており、また、長では潜入できない場所や逆に通報されてしまいかねないような場面では茗が動くことがある。
長の従兄妹なので、照葉の父親の従兄妹に当たるが、照葉とは誕生日で半年程度しか違わないため、一族の中では照葉と従姉妹のような扱いになっており、照葉とは非常に仲が良い。
小学生と間違われるほど体が小さく無乳であることが悩みの種。密かに長に片思いをしているが、歳の差があるため長からは保護対象に見られており、茗の気持ちには気付いてもらえていない。

## 書誌情報
- 鈴城芹 『JC探偵でぃてくてぃ部!』 一迅社〈REXコミックス〉 全3巻
  1. 2011年12月27日発売 ISBN 978-4-7580-6290-9
  2. 2012年9月27日発売 ISBN 978-4-7580-6334-0
    - 『所探偵社の優雅な一日』全4話収録

  3. 2013年8月27日発売 ISBN 978-4-7580-6408-8